# Сиркін Наум Соломонович
Нохем-Мойше Сиркін (Наум Соломонович) (1878, Більск, Гродненська губернія — 1918, Київ) — публіцист, громадський та політичний діяч, член Української Центральної Ради.
Отримав традиційну єврейську релігійну освіту. Навчався у російській гімназії, Варшавській Політехніці.
Один із засновників єврейської студентської організації «Кадима». Друкував популярні статті про сіонізм в газетах «Га-Цефира», «Сефер га-Шана», «Будущность», «Восход». Як кореспондент брав участь у роботі Сіоністських конгресів. У 1905—1906 роках видавав газету «Дер телеграф». Автор кількох статей про письменників в «Еврейской энциклопедии». Друкував статті в журналах «Вестник сахарной промышленности», «Водное дело» тощо.
Прихильник співпраці з українським національно-визвольним рухом.
Під час першої світової війни — один з організаторів допомоги єврейським біженцям.
У 1917 році був обраний головою єврейської громади Києва, членом Української Центральної Ради, депутатом Всеросійських Установчих Зборів. У 1917–1918 роках — редактор газети «Дер телеграф».

## Праці
- «Ин дер фраер Украине» («В свободной Украине»). — К., 1917;
- «Дос нае лебн ун ди алте кнехт» («Новая жизнь и старые рабы»). — К., 1917;
- האופוזיציה הציונית. — Kīev: Tip. M. Briskera i A. Chherniaka, 1913.